# Кинель (городской округ)
Кине́ль  — административно-территориальная единица (город областного значения), в рамках которой создано муниципальное образование городской округ Кине́ль в Самарской области Российской Федерации, наделённое статусом городского округа.
Административный центр — город Кинель. Занимает площадь 108,78 км²
Глава городского округа — Владимир Александрович Чихирев.

## История
Городской округ образован в 2004 году в границах города областного значения.
Границы и состав округа определены в 2008 году.

## Население
| 2002    | 2008    | 2010    | 2011    | 2012    | 2013    | 2014    | 2015    | 2016    |
| ------- | ------- | ------- | ------- | ------- | ------- | ------- | ------- | ------- |
| 53 083  | ↘50 886 | ↗54 890 | ↘54 763 | ↗55 156 | ↗55 491 | ↗56 191 | ↗57 130 | ↗57 437 |
| 2017    | 2018    | 2019    | 2020    | 2021    | 2022    | 2023    |         |         |
| ↗57 855 | ↗58 239 | ↗58 254 | ↗58 384 | ↘58 153 | ↗58 199 | ↘57 729 |         |         |

## Состав
В состав города областного значения и городского округа входит три городских населённых пункта:
| № | Населённый пункт | Тип населённого пункта        | Население |
| - | ---------------- | ----------------------------- | --------- |
| 1 | Кинель           | город, административный центр | ↘36 358   |
| 2 | Алексеевка       | посёлок городского типа       | ↘10 877   |
| 3 | Усть-Кинельский  | посёлок городского типа       | ↘10 547   |